# Investigação de estupro
Investigação de estupro é o procedimento para reunir fatos sobre um suposto Estupro, incluindo a Identificação forense do autor, tipo de estupro e outros detalhes.
A vasta maioria dos estupros é cometida por pessoas conhecidas da vítima: apenas entre cinco e quinze por cento dos ataques são perpetrados por um estranho. Portanto, a identidade do autor é frequentemente relatada. Evidência biológica como Sêmen, Sangue, Secreções vaginais, Saliva e células Células epiteliais vaginais podem ser identificadas e tipificadas geneticamente por um Laboratório de criminalística. A informação derivada da análise pode, muitas vezes, ajudar a determinar se ocorreu contato sexual, fornecer informações sobre as circunstâncias do incidente e ser comparada às amostras de referência coletadas de pacientes e suspeitos.
O pessoal médico, em muitos países, coleta evidências para casos potenciais de estupro utilizando Kit de estupro. O tempo necessário para que os kits de estupro sejam processados tem sido alvo de críticas.

## Evidência forense

### Preservação das evidências
A preservação das evidências é fundamental para a investigação e futura responsabilização do autor. Ao demonstrar empatia e manter o respeito pela vítima, deve-se envidar todos os esforços para:
- Não cortar qualquer peça de roupa nem descartar qualquer item da cena.
- Colocar as roupas manchadas de sangue (ou sujas) em um saco de papel separado (não plástico).
- Tentar, de forma respeitosa e empática, desencorajar a vítima de se limpar (toda evidência é importante), incluindo:
  - Urinar
  - Trocar de roupa
  - Defecar
  - Enxaguar a boca
- Incentivar a vítima a buscar atendimento médico.

### Lesões na vítima
Um exame médico-legal é realizado da cabeça aos pés para registrar todas as lesões, de leves a graves, com o objetivo de recuperar evidências que sustentem a alegação da vítima de que ocorreu um estupro sem consentimento. A coleta de amostras de fluidos corporais (saliva, sêmen, sangue) revela evidências que podem identificar ou excluir um suspeito, bem como indicar a natureza da atividade sexual ocorrida.

### Laudo toxicológico
Determinar os níveis de álcool, medicamentos prescritos, drogas recreativas ou substâncias desconhecidas na vítima, por meio da coleta de amostras de urina e sangue, pode apoiar a alegação de incapacidade de consentir a atividade sexual.

### Decurso do tempo
Seja a vítima suposta de estupro apresentada dias, semanas, meses ou até anos após o suposto ataque, nem sempre é apropriado realizar um exame forense físico. Esse decurso do tempo degrada qualquer evidência física forense útil. Em situações em que as alegações de estupro ou abuso sexual infantil são objeto de investigação baseada exclusivamente na memória, pode ser empregada uma forma de entrevista forense para auxiliar na investigação.

## Evidência documental
Evidências documentais também serão coletadas durante uma investigação minuciosa de estupro. Esse tipo de evidência pode incluir registros em papel e digitais, categorizados como documentos públicos, judiciais ou privados, tais como:
- Registros policiais
- Documentos judiciais
- Registros empresariais
- Papéis pessoais (cartas, diários)
- Registros de horários
- Registros telefônicos
- Registros médicos
- Registros de serviços sociais
- Registros psiquiátricos
- Gravações em fita
- Fitas de vídeo
- Imagens de CFTV ou filmagens de vigilância
- Registros de computadores
- Microfichas
- Emails, mensagens de texto, postagens em redes sociais, registros de mensagens instantâneas

## Identificação do autor

### Perfil de DNA
O perfil de DNA é utilizado por laboratórios de criminalística para a análise de evidências biológicas, comumente por meio da Reação em cadeia da polimerase (PCR), que permite a análise de amostras de qualidade e quantidade limitadas por meio da realização de milhões de cópias. Uma forma avançada de teste por PCR, denominada Repetição em tandem curta (STR), gera um perfil de DNA que pode ser comparado ao DNA de um suspeito ou da cena do crime. Amostras de sangue, coletas bucais (parte interna da bochecha) ou saliva também devem ser coletadas das vítimas para distinguir o DNA delas do dos suspeitos.
Criminosos podem plantar amostras de DNA falsas em cenas de crime. Em um caso, o Dr. John Schneeberger, que estuprou uma de suas pacientes sedadas e deixou sêmen em sua roupa íntima, inseriu cirurgicamente um Dreno de Penrose em seu braço e o preencheu com sangue estrangeiro e Anticoagulantes. A polícia coletou o que acreditava ser o sangue de Schneeberger e comparou o DNA em três ocasiões sem encontrar correspondência.

## Declarações policiais
Investigações de estupro são tipicamente iniciadas pela própria vítima, mas o suposto estupro ou abuso sexual também pode ser denunciado por terceiros, por um policial investigador ou por um Denunciante obrigatório. A vítima suposta prestará um relato, de forma escrita ou gravada em vídeo, à polícia sobre o que alegou ter ocorrido. Em seguida, o autor acusado será entrevistado pelo mesmo setor de investigação. Os depoimentos policiais registrados serão utilizados como evidência em juízo, caso sejam apresentadas acusações e se resulte em uma ação penal.

## Qualidade contestada das investigações de estupro

### Críticas por defensores de vítimas de violência sexual
Defensores de vítimas de violência sexual há muito afirmam que a polícia não leva a sério as vítimas de estupro quando estas denunciam o suposto ataque. O cerne da crítica é que a polícia frequentemente se baseia em Mitos do estupro desatualizados e ultrapassados, os quais sugerem que as mulheres se colocam em situações onde correm maior risco de serem estupradas, ou que mentem sobre o estupro para se vingar. Esses defensores vêm, há décadas, fazendo campanha junto aos governos e tribunais superiores para alterar as leis e estabelecer precedentes legais que facilitem um maior número de acusações e condenações criminais por estupro. Tais campanhas resultaram em mudanças legais nos sistemas jurídicos da Commonwealth, incluindo a ampliação da definição penal de estupro e assalto sexual para abranger atos como abraços, beijos ou toques indesejados, a eliminação da exigência de comprovação verificável de que o crime ocorreu e a alteração do prazo prescricional para que mais alegações de estupro ou assalto sexual ocorridos no passado possam ser processadas. A campanha também levou o Ministério da Justiça do Reino Unido a emitir diretrizes, direcionadas principalmente aos policiais, para o planejamento e condução de entrevistas com supostas vítimas adultas e infantis de violência sexual.

### Críticas por defensores de condenados injustamente
Defensores em nome daqueles condenados injustamente por crimes que não cometeram, inclusive estupro, afirmam há tempos que alguns policiais e promotores carecem de integridade profissional, deixam de conduzir investigações minuciosas e cometem irregularidades com o objetivo de obter condenação, independentemente da inocência do acusado. Há inúmeros casos documentados nos Estados Unidos e no Canadá em que isso foi comprovado para indivíduos condenados injustamente, os quais mantiveram sua inocência ou foram coagidos a se declararem culpados por um crime que não cometeram ou que sequer ocorreu. Mais recentemente, em 2018, advogados de defesa do Reino Unido afirmaram que a confiança na imparcialidade dos julgamentos foi abalada por policiais e promotores que, em busca de condenações, omitiram evidências digitais que exoneravam os acusados, como aquelas provenientes de celulares.

## Circunstâncias e tipo de estupro
Abrasões, contusões e lacerações na vítima ajudam a elucidar como o estupro foi praticado. De 8 a 45 por cento das vítimas apresentam evidências de trauma externo, com maior incidência na boca, garganta, punhos, braços, seios e coxas – essas lesões correspondem a aproximadamente dois terços dos traumas –, enquanto lesões na vagina e no períneo representam cerca de 20 por cento.
O coito recente pode ser determinado pela realização de um exame microscópico de Exame de montagem úmida vaginal (ou oral/anal, se indicado) para a detecção de espermatozoides móveis, os quais podem ser visualizados na lâmina se menos de três horas tiverem transcorrido desde a ejaculação. Contudo, apenas um terço dos ataques sexuais resulta em ejaculação em uma abertura corporal. Além disso, o suposto agressor pode ter realizado vasectomia ou apresentado disfunção sexual (cerca de 50 por cento dos agressores sofrem de impotência ou disfunção ejaculatório). Ademais, níveis elevados de Fosfatase ácida são um bom indicador de coito recente. A fosfatase ácida é encontrada nas Secreção prostáticas e sua atividade diminui com o tempo, geralmente se ausentando após 24 horas. O Antígeno prostático específico (PSA) pode ser detectado em um período de 48 horas. O fluido seminal de homens vasectomizados também apresenta níveis significativos de PSA. Espermatozoides não móveis podem ser detectados até mesmo após 72 horas do coito, dependendo das técnicas de coloração.